# Gerda Lederer
Gerda Lederer (geborene Heim, 9. April 1926 in Wien-Mariahilf) ist eine US-amerikanische Sozialwissenschaftlerin österreichischer Herkunft.

## Leben
Sie wuchs in der Mariahilfer Straße im 6. Wiener Bezirk auf, wo die Heims zwei Geschäfte besaßen. Im September 1938 – sechs Monate nach dem Anschluss Österreichs – floh die jüdische Familie vor den Nazis, zunächst nach Paris.
Seit Juli 1939 lebt Lederer in New York. Sie studierte Physik und Mathematik an der New York University und unterrichtete am Westchester Community College, an der Scarsdale High School sowie am Heilwig-Gymnasium in Hamburg. Danach nahm sie erneut ein Studium auf und promovierte mit 61 Jahren in Psychologie. Sie arbeitete als Übersetzerin, verfasste sozialwissenschaftliche Studien mit Schwerpunkten auf Antisemitismus und Autoritarismus und hielt Vorträge an den Universitäten Wien, Berlin und Hamburg. Im Jahr 1999 wirkte sie an Käthe Kratz’ Dokumentarfilm Abschied ein Leben lang mit. Gerda Lederer ist mit Herbert Weber verheiratet.

## Schriften (Auswahl)
- Jugend und Autorität, Opladen 1983, ISBN 3-531-11599-5.
- Strength and weakness: the authoritarian personality today (mit William F. Stone und Richard Christie), New York 1993, ISBN 0-387-97698-1.
- Deutsche Forschungsversion der right wing authoritarianism scale von Altemeyer (mit Johann F. Schneider), Saarbrücken 1995.
- Autoritarismus und Gesellschaft: Trendanalysen und vergleichende Jugenduntersuchungen von 1945–1993 (Hg. mit Peter Schmidt), Opladen 1995, ISBN 3-8100-1283-1.
- Der gewöhnliche Antisemitismus. Zur politischen Psychologie der Verachtung (Hg. mit Christine Kulke), Freiburg 1998, ISBN 3-89085-302-1.